# Luzula banksiana
Luzula banksiana är en tågväxtart som beskrevs av Ernst Meyer. Luzula banksiana ingår i Frylesläktet som ingår i familjen tågväxter. Inga underarter finns listade i Catalogue of Life.